# PAOK Salonique (basket-ball)
Maillots
Le PAOK (grec moderne : Πανθεσσαλονίκειος Αθλητικός Όμιλος Κωνσταντινουπολιτών / Panthessaloníkios Athlitikós Ómilos Konstantinoupolitón, « Association sportive thessalonicienne des Constantinopolitains ») est un club grec de basket-ball, basé à Thessalonique et fondé en 1928.
C’est une section du PAOK Salonique, club omnisports créé en 1926 par des immigrants de Constantinople (le K signifie Konstantinoúpoli).

## Palmarès
International
- Vainqueur de la Coupe des Coupes : 1991[3]
- Vainqueur de la Coupe Korać : 1994[4]
- Finaliste de la Coupe d’Europe : 1992[5], 1996[6]
- Finaliste de la Coupe d'Europe FIBA : 2025 [7]

National
- Champion de Grèce : 1959, 1992[1]
- Vainqueur de la Coupe de Grèce : 1984, 1995, 1999[1]

## Entraîneurs successifs
- 1987-1989 :  Johnny Neumann
- 1991-1992 :  Željko Lukajić
- 2006-2007 :  Kostas Pilafidis
- 2009-2017 :  Soulis Markopoulos (en)
- 2020- ? :  Aris Lykogiannis (en)

...
- 2024-2025 :  Massimo Cancellieri [8]

## Joueurs célèbres ou marquants
- Predrag Stojaković
- Branislav Prelević (en)
- Níkos Stavrópoulos
- John Korfas
- Efthýmios Rentziás
- Panayótis Vasilópoulos
- Panayótis Fasoúlas
- Násos Galakterós
- Giórgos Sigálas
- Loukás Mavrokefalidis
- Mark Payne
- Jerome Allen
- Conrad McRae
- Dimítrios Charitópoulos
- Kóstas Vasiliádis
- Chris Monroe
- Mike Jones
- Cliff Levingston
- Scott Skiles
- Matt Bullard
- Walter Berry
- Tracy Murray
- Lawrence Funderburke
- William Hatcher
- Kenny Gregory
- Marcus Goree
- Rashad Wright
- Robert Dozier
- Delaney Rudd
- Justin Gray
- Dionte Christmas
- Britton Johnsen
- Jason Rowe
- Rawle Marshall
- Todor Gečevski
- - Donnie McGrath
- Mamoutou Diarra
- Frédéric Weis
- Predrag Drobnjak
- Vlado Šćepanović
- Amit Tamir
- Zvi Sherf
- Sergueï Bazarevitch
- Damir Mulaomerović
- Drago Pašalić
- Zoran Savić
- Dejan Tomašević
- Branko Milisavljević
- Radoslav Nesterovič
- Mamadou N'Diaye
- Tomas Delininkaitis
- Martynas Andriuškevičius